# Zudem ist der Traum oft Realität genug

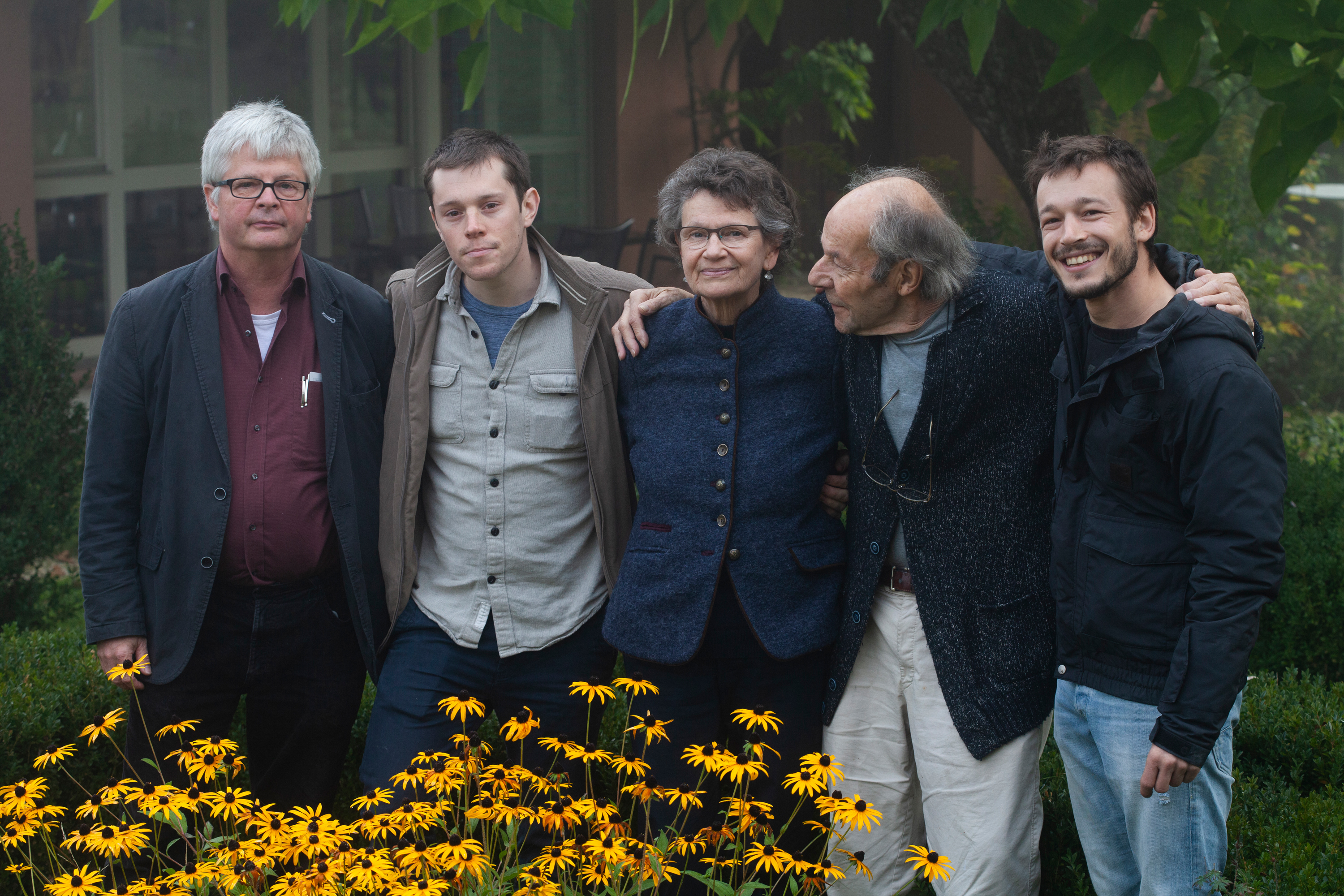
Zudem ist der Traum oft Realität genug Filmteam, von links nach rechts: Matthias Leupold, Jérôme Depierre, Stella Tenger, Hugo Jaeggi, Omid Taslim

Zudem ist der Traum oft Realität genug ist ein Dokumentarfilm von Matthias Leupold und Jérôme Depierre über den Schweizer Fotografen Hugo Jaeggi.
Der Film thematisiert die Fotografiekunst von Jaeggi, der darin seine Bilder beschreibt und über deren Entstehung spricht. Seine Wegbegleiter Martin Gasser und Peter Jaeggi werden interviewt. Der Titel des Films bezieht sich auf die „bildstarken Träume“, die für seine Fotografien bezeichnend seien: „Einblicke in die Gefühlswelt, mit der er die Verhältnisse in der Familie und Abgründe in seinem Dasein erlebt und immer wieder neu durchleidet.“
Depierres und Leupolds Absicht war, Jaeggis fotografisches Erbe in Erinnerung zu behalten. Der Fotograf war bekannt dafür, mit sensiblem dokumentarischem Blick die Seele der Menschen, die er fotografierte, festzuhalten. So zeigt der Film, wie Jaeggi sich auf Menschen und Situationen einliess, um Fotografien zu schaffen, die „Unerhörtes“ erzählen.
Der Film wurde am 24. Mai 2019 in Venice (Los Angeles) uraufgeführt und im Schweizer Fernsehen und in Programmkinos gezeigt.